# 2012년 5월 죽음
다음은 2012년 5월에 사망한 저명한 인물 목록이다.
- 5월 4일 - 미국의 래퍼 아담 요크
- 5월 5일 - 일본의 야구선수 이노우에 노보루
- 5월 6일
  - 미국의 각본가 조지 린지
  - 미국의 영화배우 예일 서머스
- 5월 7일
  - 대한민국의 교육인 박종한
  - 대한민국의 정치인 이택돈
- 5월 8일
  - 대한민국의 간호사 신숙자
  - 대한민국의 수필가 변해명
  - 미국의 그림책작가 모리스 센댁
- 5월 9일 - 영국의 기업인 비달 사순
- 5월 10일
  - 대한민국의 시인 박서원
  - 아일랜드의 연극배우 조이스 레드만
- 5월 13일 - 대한민국의 악기제작자 진창현
- 5월 15일
  - 멕시코의 영화배우 카를로스 푸엔테스
  - 일본의 영화배우 나카하라 사나에
- 5월 16일 - 미국의 건축가 메리 리처드슨 케네디
- 5월 17일
  - 미국의 싱어송라이터 도나 서머
  - 알제리의 가수 와르다 알자자이리아
- 5월 20일 - 영국의 싱어송라이터 로빈 깁
- 5월 22일 - 대한민국의 비구니 대행
- 5월 27일 - 독일의 수학자 프리드리히 히르체브루흐
- 5월 28일 - 독일의 가수 디트리히 피셔디스카우
- 5월 29일
  - 대한민국의 영화감독 박종호
  - 미국의 기타리스트 독 왓슨
  - 일본의 영화감독 신도 가네토
- 5월 30일 - 영국의 생리학자 앤드루 헉슬리